# Lophuromys verhageni
Lophuromys verhageni — вид родини мишеві. Вид названий на честь Рональда Верхеґена за його внесок в екологію дрібних ссавців Танзанії. Вид був відділений від виду L. flavopunctatus в 2002 році.

## Морфологія
Гризун з довжиною голови й тіла між 112 і 140 мм, довжина хвоста від 43 до 81 мм, довжина стопи між 21 і 23,5 мм, довжина вух між 14,3 і 22 мм і вага до 64 гр. Зовні не відрізняється від Lophuromys aquilus, від якого відрізняється більшим і кремезнішим черепом.

## Поширення
Цей вид  знаходиться між 2600 і 3050 м на горі Меру в центральній і південній Танзанії.  

## Звички
Це наземний вид.